# Pinterville
Pinterville – miejscowość i gmina we Francji, w regionie Normandia, w departamencie Eure.
Według danych na rok 1990 gminę zamieszkiwało 835 osób, a gęstość zaludnienia wynosiła 141 osób/km² (wśród 1421 gmin Górnej Normandii Pinterville plasuje się na 287 miejscu pod względem liczby ludności, natomiast pod względem powierzchni na miejscu 615).